# Dark Ages (videogioco)
Dark Ages è un videogioco a piattaforme pubblicato nel 1991 da Apogee Software, per sistemi MS-DOS. È stato il primo gioco shareware a supportare, per le musiche, la scheda audio AdLib. Il gioco  è stato sviluppato da Todd Replogle in EGA. Il 20 marzo 2009 è stato distribuito come freeware da Apogee.

## Trama
Un mago di nome Garth, tanto potente quanto avido, ha spodestato il giovane erede del trono di un grande regno, per governarlo con crudeltà e pugno di ferro. Intanto il principe cresce fra i contadini; uno di questo era stato un tempo un grande eroe, e insegna al giovane le arti magiche e della guerra: sarà così pronto a lottare contro Garth, per riprendersi il trono che gli spetta e per salvare il regno dall'"età oscura" nel quale è precipitato.
Episodi di gioco:
- Prince of Destiny
- The Undead Kingdom
- Dungeons of Doom

Il primo episodio era shareware, e gli altri a pagamento; attualmente il titolo non appare nei cataloghi Apogee, e quindi non è più possibile acquistarlo.

## Musiche
Alcune musiche di Dark Ages sono state scritte da Keith Schuler, autore in seguito di Paganitzu e Realms of Chaos:
- Dark Ages - Air
- Dark Ages - Fire
- Dark Ages - Water